# Atolasioptera calida
Atolasioptera calida är en tvåvingeart som beskrevs av Edwin Möhn 1975. Atolasioptera calida ingår i släktet Atolasioptera och familjen gallmyggor.
Artens utbredningsområde är El Salvador. Inga underarter finns listade i Catalogue of Life.